# 单城镇 (山东省)
单城镇是中華人民共和国山东省菏泽市单县下辖的一个镇，单县县委、县政府驻地。1958年9月，称卫星人民公社。1984年2月，改称城关镇。1985年9月24日，城关镇更名为单城镇。